# Robert Wilson (Dramatiker)
Robert Wilson (bekannte aktive Zeit zwischen 1572 und 1600) war ein Dramatiker und Schauspieler des Elisabethanischen Zeitalters, dessen bedeutendste Schaffensperiode sich in den 1580er- und 1590er-Jahren erstreckt. Es wird auch angenommen, dass er früh als Schauspieler tätig war und hier bevorzugt Clowns verkörperte.
Er wird in Verbindung mit 16 Theaterstücken gebracht, die er zusammen mit anderen Autoren für das Rose Theater unter seinem Leiter Philip Henslowe, schrieb. Zwar wurde er 1598 von Francis Meres  als Dramatiker erwähnt, die meisten Informationen über sein Wirken stammen aber aus den Unterlagen Henslowes (den „Diaries“).

## Karriere
Da der Name Robert Wilson recht häufig vorkommt, ist es nicht gewiss, ob der Robert Wilson, der zwischen 1598 und 1600 für Henslowe tätig war, derselbe ist, der bereits in den 1580er Jahren als prominenter Schauspieler und gelegentlicher Schriftsteller wirkte; dennoch halten es viele Wissenschaftler für wahrscheinlich, dass sich die Aufzeichnungen auf einen Robert Wilson und nicht auf zwei beziehen. Wenn es also zutrifft, dann war Wilson in den 1570er Jahren ein Mitglied der Leicester’s Men und wurde, wie auch Richard Tarlton, für seinen geistreichen Witz gelobt. Wilson wird als Urheber von The Three Ladies of London (veröffentlicht 1584) angenommen, sowie The Three Lords and Three Ladies of London (1590) und The Cobbler’s Prophecy (1594). Es wurde spekuliert, ob er auch Fair Em (ca. 1590) geschrieben haben könnte. In Palladis Tamia von 1598 erwähnt Francis Meres Wilson zusammen mit Tarlton und verbindet ihn insbesondere mit dem Swan Theatre, welches um 1595 errichtet wurde.

## Werke
In etwas mehr als zwei Jahren, von Frühling 1598 bis Sommer 1600, arbeitete Wilson mit den anderen Hausautoren Henslowes an 16 verschiedenen Stücken, darunter drei Zweiteilern. Einige davon wurden jedoch nie abgeschlossen.
1. Earl Goodwin and his Three Sons, Teil 1 und 2, mit Michael Drayton, Henry Chettle und Thomas Dekker; März 1598.
2. Piers of Exton, mit Drayton, Chettle und Dekker; März 1598.
3. Black Bateman of the North, Teil 1 und 2, mit Chettle; Teil I auch mit Dekker und Drayton; Mai–Juni 1598.
4. The Funeral of Richard Cordelion, mit Chettle, Drayton und Anthony Munday; Juni 1598.
5. The Madman’s Morris, mit Dekker und Drayton, Juli 1598.
6. Hannibal and Hermes, mit Dekker und Drayton, Juli 1598.
7. Pierce of Winchester, mit Dekker und Drayton, Juli–August 1598.
8. Catiline’s Conspiracy, mit Chettle; August 1598. Anscheinend unvollendet.
9. Chance Medley, mit Munday, Drayton und Dekker oder Chettle; August 1598.
10. The Life of Sir John Oldcastle,  Teil 1 und 2, mit Drayton, Munday und Richard Hathwaye; Oktober–Dezember 1599.
11. Henry Richmond, Teil 2, mit anderen; unvollendet.
12. Owen Tudor, mit Drayton, Hathwaye und Munday; Januar 1600. Anscheinend unvollendet.
13. Fair Constance of Rome, Teil 1, mit Dekker, Drayton, Hathwaye und Munday; Juni 1600.

Von Wilsons Arbeiten für Henslowe wurde 1600 und 1619 nur der erste Teil von Sir John Oldcastle als Buch herausgegeben.
Was auch bedeutet, dass keines der anderen Stücke heute überliefert ist. Sir John Oldcastle wurde als Gegenentwurf zur negativen Darstellung der Titelfigur in den ursprünglichen Versionen von William Shakespeares Stücken Heinrich IV., Teil 1 und Heinrich IV., Teil 2 in Auftrag gegeben. Einwände der Nachkommen des historischen John Oldcastle, eines protestantischen Märtyrers, scheinen verantwortlich sowohl für das Schreiben eines korrigierten Oldcastle-Stücks, als auch für die Änderung von Oldcastle zu Falstaff, wie er in späteren Versionen der „Heinrich IV.“-Stücke vorkommt, zu sein.
Ebenso wird Wilson als möglicher Autor von einigen anderen, anonym verfassten, elisabethanischen Theaterstücken ins Gespräch gebracht. Darunter Fair Em, The Pedlar's Prophecy, A Larum for London, Look About You, Sir Clyomon and Sir Clamydes und A Knack to Know a Knave.

## Weiteres
Die Kollaboration mit mehreren Autoren, wie etwa die unter Henslowe, hatte deutliche Vorteile gegenüber selbstständig arbeitenden Dramatikern, wie Shakespeare oder Ben Jonson, die nur ein oder zwei Theaterstücke pro Jahr fertigstellen konnten. Wenn auch nur eines davon ein Misserfolg wurde, konnte das eine existenzielle Bedrohung nach sich ziehen. So unterzeichnete Richard Brome 1635 einen Vertrag über drei Werke, konnte diesen Vertrag aber nicht erfüllen. Eine Zusammenarbeit mit anderen Autoren half das Risiko zu vermindern.
Auf dem Friedhof von St Giles-without-Cripplegate wurde am 20. November 1600 ein „Robert Wilson, yeoman (player)“ zu Grabe getragen. Dies steht im Einklang mit der Ansicht, dass die beiden Robert Wilsons, der Schauspieler der Leicester’s Men und Henslowes Dramatiker, ein und dieselbe Person waren und erklärt auch, warum der Wilson Henslowes seine Arbeit 1600 einstellte.